# Jeunesse communiste des peuples d’Espagne
La Jeunesse communiste des peuples d’Espagne (JCPE) est l’organisation de jeunesse du Parti communiste des peuples d'Espagne (PCPE).   
Au niveau international, il entretient des relations avec les organisations de jeunesse communistes et révolutionnaires dans différentes parties du monde. 

## Histoire
Le JCPE a été fondé le 13 mai 2017 lors d’une session plénière de jeunes du PCPE à l’initiative du Comité central du PCPE ; est créé en tant qu’organisation de jeunesse après la crise interne vécue par le PCPE en avril 2017 qui a signifié la rupture avec ce qui avait été jusqu’alors son organisation de jeunesse, les Collectifs de jeunes communistes (CJC), puis il a reçu le nom de Jeunesse du PCPE.
En novembre 2018, une délégation du JCPE est invitée par l’Union des jeunes communistes à se rendre à Cuba, pour tenir des échanges avec les dirigeants des organisations politiques et de masse du pays afin de renforcer les relations. En décembre de la même année, le J-PCPE a tenu son I École centrale de formation à Villarreal (Castellón).
En avril 2019, la première conférence du JCPE se tient sous le slogan « La jeunesse travailleuse et populaire se lève, nous nous organisons pour gagner ». Un nouveau logo et le nom de la Jeunesse communiste des peuples d’Espagne (JCPE) sont adoptés. Maite Plazas est élue responsable politique du JCPE. En novembre 2019, le JCPE a participé en tant que délégation internationale au I Congrès international de la jeunesse et des étudiants organisé par le Forum de São Paulo à Caracas.
Depuis 2019, la Jeunesse envoie chaque année des délégations à la Festa do Avante en Portugal. (Quinta da Atalaia, Portugal) pour organiser des réunions avec diverses organisations,,. Et en 2021 et 2022 avec la participation du PCPE avec sa propre place dans le domaine international.
Les 10, 11 et 12 septembre 2021, le I Camp de la Jeunesse organisé dans les montagnes de Madrid, rassemblant des militants de différents territoires de l’État. La deuxième édition du campement s'est tenue les 23, 24 et 25 septembre 2022, toujours dans les montagnes de Madrid.
Le 16 juillet 2020, des militants de la JCPE ont participé à l'arrêt d'une expulsion à El Astillero (Cantabrie). Avec un gros dispositif de la Guardia Civile, la concentration s'est soldée par une charge policière et un militant de la JCPE a été agressé à l'intérieur du portail. A ce jour, il est en procédure judiciaire accusé, avec un autre militant, d'atteinte à l'autorité. Aussi le 6 mai 2021, à l'Université Jacques-Ier de Castellón (UJI) (Communauté valencienne) lors des manifestations contre la visite du roi Felipe VI à l'université, un jeune militant a été arrêté, ainsi qu'un autre militant, et finalement condamné à six mois de prison pour agression contre l'autorité. Il n'est finalement pas allé en prison car c'était son premier crime et attend d'être ratifié.
À l’heure actuelle, il effectue son travail politique à partir de plusieurs campagnes qui ont la jeunesse de la classe ouvrière comme sujet central de son intervention, en plus de se développer dans différents fronts et organisations étudiantes, syndicales, de quartier, féministes du Front ouvrier et populaire pour le socialisme.

## Organisation
L’organe directeur du JCPE est le Comité de direction d’État, qui dirige l’organisation et applique la ligne émanant de la conférence centrale du JCPE et du Congrès du PCPE. 

### Structure territoriale
Le JCPE est organisé en comités nationaux ou régionaux, qui regroupent les différents groupes de l’organisation d’un territoire. Dans certains territoires, son nom change ou est appelé dans la langue du territoire. Ce tableau présente les dénominations territoriales du JCPE : 
| Territoire             | Organisation territoriale                                               |
| ---------------------- | ----------------------------------------------------------------------- |
| Andalousie             | Juventud Comunista del Pueblo Andaluz (JCPA)                            |
| Aragon                 | JCPE Aragon                                                             |
| Asturies               | JCPE Asturies                                                           |
| Îles Canaries          | Juventud Comunista del Pueblo Canario (JCPC)                            |
| la Cantabrie           | JCPE Cantabrie                                                          |
| Castille-La Manche     | JCPE Castille-La Manche                                                 |
| Castille-et-León       | JCPE Castille-et-Léon                                                   |
| Catalogne              | Représenté par la jeunesse du Parti Communiste du Peuple Catalan (PCPC) |
| Communauté de Madrid   | JCPE Madrid                                                             |
| Communauté valencienne | JCPE Pays Valencien                                                     |
| Estrémadure            | JCPE Estrémadure                                                        |
| Galice                 | Xuventude Communiste do Pobo Galego (XCPG)                              |
| Îles Baléares          | JCPE Baléares                                                           |
| La Rioja               | JCPE La Rioja                                                           |
| Navarre                | Euskal Herriko Gaztedi Komunista (EHGK)                                 |
| Pays basque            | Euskal Herriko Gaztedi Komunista (EHGK)                                 |
| Région de Murcie       | JCPE Région de Murcie                                                   |

## Responsables politiques
| Période     | Responsable Politique/à |
| ----------- | ----------------------- |
| 2017 - 2019 | Alejandro Navarro       |
| 2019 - 2020 | Maite Places            |
| Depuis 2020 | Javier Cayuela          |

### Logos territoriaux
| État : Jeunesse communiste des peuples d’Espagne (JCPE). |
| État : Jeunesse communiste des peuples d’Espagne (JCPE). |

| Xuventude Comunista do Pobo Galego (EHGK). |
| Xuventude Comunista do Pobo Galego (EHGK). |

| Jeunesse Communiste du Peuple Canarien (JCPC). |
| Jeunesse Communiste du Peuple Canarien (JCPC). |

| Jeunesse Communiste du Peuple Andaluz (JCPA). |
| Jeunesse Communiste du Peuple Andaluz (JCPA). |